# Sondereinsatzkommando der Nationalpolizei Kolumbiens

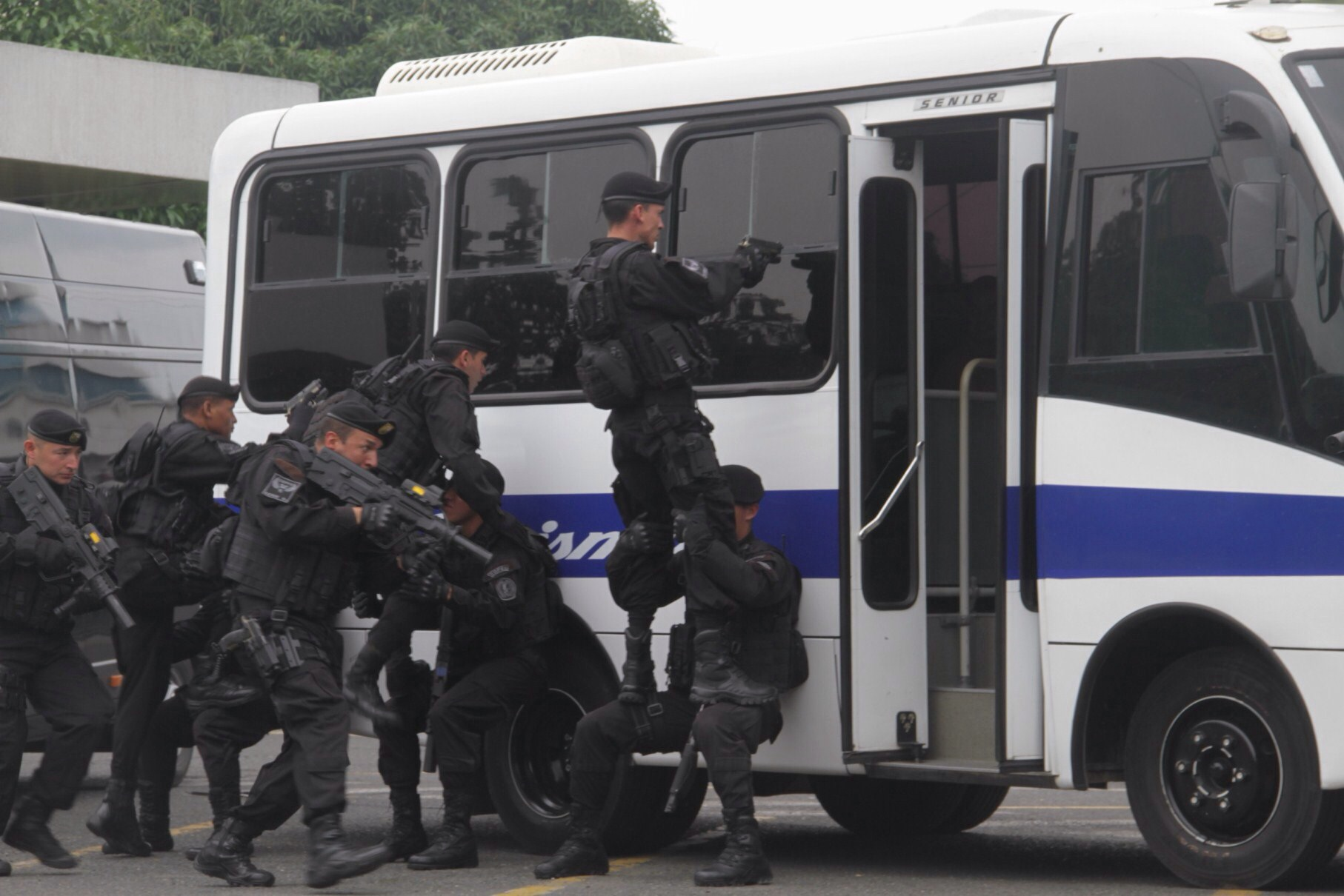
Polizisten der COPES üben die Stürumung an einem Kleinbus

Das Sondereinsatzkommando der Nationalpolizei Kolumbiens (spanisch Comandos en Operaciones Especiales y Antiterrorismo, COPES) ist eine 1984 gegründete kolumbianische Elitetruppe der Nationalpolizei Kolumbiens mit Sitz in Bogotá. Es handelt sich bei der COPES um eine Institution mit der größtmöglichen Fähigkeit zur Bewältigung von Situationen in nationalen Krisen, die den Staat Kolumbien zu destabilisieren vermögen.
Die COPES gehört zur Direktion für Bürgerschutz (Dirección de Seguridad Ciudadana, DISEC). Sie hat die Aufgabe Polizeieinsätze mit hohem Risiko auf städtischer und ländlicher Ebene im gesamten Staatsgebiet mit hochqualifizierten Mitarbeitern in Sondereinsätzen durchzuführen, um Personen, Gruppen oder Organisationen, unabhängig von der Polizei, zu bekämpfen. Das COPES wird in Einheiten von mindestens vier Mann in städtischen Missionen eingesetzt. In ländlichen Missionen erhöht sich diese Zahl auf mindestens zehn Mann. Die Truppe ist u. a. mit M60 Maschinengewehren sowie Sig Sauer SSG3000 standardmäßig ausgerüstet. Das Trainingsgelände befindet sich auf einer Hazienda ca. 20 km von der südwestlichen Stadtgrenze bei Sibaté im Departamento Cundinamarca.

## Hintergrund
In den frühen 1980er Jahren kam die Regierung von Kolumbien zum Schluss, dass die erfolgreiche Umsetzung einer nationalen Sicherheitspolitik zu einem neuen Sicherheitsszenario führen musste, damit kriminelle Organisationen gezwungen waren, ihr Verhalten zu ändern, um damit ihr Überleben zu sichern. Es gab zwar im Laufe der Jahre Fortschritte in der Sicherheit der Bürger, aber die Bedrohungen sind nicht verschwunden und haben sich daher ihrer kriminellen Logik entsprechend verändert.
So war es dringend notwendig geworden eine Spezialeinheit in Form einer Elitetruppe zu gründen. Dies geschah 1984. Ziel war dabei ebenso Ausbildungsstandards auf möglichst hohem Niveau zu garantieren. Denn nur so konnte dauerhaft sichergestellt werden, dass mit Ausbildung, Kompetenz, Professionalität, Mitteln und Fähigkeiten, eine führende Rolle bei der Zerschlagung krimineller Strukturen verwirklicht wird, sodass der Frieden der Bewohner des Landes und die Stabilität und Ordnung der ernsthaft gefährden Institutionen nicht in Frage gestellt werden.

## Funktionen
- Unterstützung von Polizeieinheiten, die hohe Risiken Aufgaben bedeuten.
- Instruktion spezieller Operationsklassen von verschiedenen Polizeieinheiten, militärischen Einheiten oder anderen internationalen oder nationalen Organisationen, die dies erfordern.
- Dienen als eine beratende Organisation der operativen Direktion der kolumbianischen Nationalpolizei in Fragen von Aufständen und der organisierten Kriminalität. Sie berät auch die Verwaltungsdirektion der kolumbianischen Nationalpolizei für Rüstung und Ausrüstung.